# Distretto di El Marsa
Il distretto di El Marsa è un distretto della provincia di Chlef, in Algeria, con capoluogo El Marsa.

## Comuni
Il distretto di El Marsa comprende due comuni:
- El Marsa
- Moussadek